# Constante de Verdet
La constante de Verdet mide la fuerza del efecto Faraday para un material particular. Su valor depende no solo el material sino de la longitud de la onda electromagnética.

## Etimología
La constante de Verdet recibe el nombre del físico francés Émile Marcel Verdet (1824-1866). En el Sistema Internacional de Unidades, la unidad es rad m-1 T-1.

## Descripción
El ángulo ({\displaystyle \alpha }) por el cual la polarización a través de un material con el espesor ({\displaystyle d}) girar por el efecto Faraday es proporcional a la constante de Verdet ({\displaystyle V}):
| Símbolo                 | Nombre                                         | Unidad      |
| ----------------------- | ---------------------------------------------- | ----------- |
| {\displaystyle \alpha } | Ángulo entre el inicio y final de polarización | rad         |
| {\displaystyle V}       | Constante de Verdet                            | rad / (m T) |
| {\displaystyle B}       | Densidad de flujo magnético                    | T           |
| {\displaystyle d}       | Espesor                                        | m           |

Donde B es la densidad de flujo magnético en el material, paralelo a la dirección de propagación de la onda electromagnética.
El valor de la constante de Verdet se puede calcular a partir de la dispersión {\displaystyle {\frac {\mathrm {d} n}{\mathrm {d} \lambda }}} del material considerado:
| Símbolo                                                       | Nombre                      | Unidad      |
| ------------------------------------------------------------- | --------------------------- | ----------- |
| {\displaystyle V}                                             | Constante de Verdet         | rad / (m T) |
| {\displaystyle e}                                             | Carga elemental             | C           |
| {\displaystyle m_{e}}                                         | Masa en reposo del electrón | kg          |
| {\displaystyle c}                                             | Velocidad de la luz         | m / s       |
| {\displaystyle \lambda }                                      | Longitud de onda            | m           |
| {\displaystyle n}                                             | Índice de refracción        |             |
| {\displaystyle {\frac {\mathrm {d} n}{\mathrm {d} \lambda }}} | Dispersión                  | m-1         |

Para la mayoría de los materiales la constante de Verdet es extremadamente pequeña. Es más fuerte en las sustancias que contienen iones paramagnéticos tales como el terbio. Existen constantes de Verdet altas en vidrios densos dopados con terbio o en cristales de granate de galio-terbio (TGG). Este material tiene excelente transparencia y es muy resistente a los daños con luz láser.
El efecto Faraday es cromático (es decir, que depende de la longitud de onda) y por lo tanto la constante de Verdet es una función con una dependencia bastante fuerte de la longitud de onda. A 632.8 nm , la constante de Verdet para TGG se informó ser -134  rad  T-1·m-1, mientras que a 1064 nm corresponde a -40 rad T-1·m-1. Este comportamiento indica que los dispositivos fabricados con un cierto grado de rotación en una longitud de onda, producirán una rotación mucho menor en longitudes de onda mayores. Muchos rotadores de Faraday y aisladores son ajustables mediante la variación del grado en que se inserta la varilla activa TGG en el campo magnético del dispositivo. De esta manera, el dispositivo puede ser sintonizado para su uso con una variedad de láseres dentro del rango de diseño del dispositivo. En dispositivos de banda ancha de emisión (por ejemplo, las fuentes de pulsos láseres ultra-cortos sintonizables y los láseres vibrónicos ) no verá la misma rotación en toda la banda de longitudes de onda.